# Charles Guillon
Pour les articles homonymes, voir Guillon (homonymie).
Charles Guillon (1883-1965) est un pasteur de l’Église réformée de France, maire du Chambon-sur-Lignon, secrétaire international des Unions chrétiennes de jeunes gens (UCJG) et membre du comité administratif du Conseil œcuménique des Églises. Très actif dans la Résistance et le sauvetage des juifs pendant la Seconde Guerre mondiale en lien avec la CIMADE, il a été reconnu juste parmi les nations en 1992,.

## Biographie

### Jeunesse et famille
Charles François Guillon est né à Paris VIIIe le 14 août 1883 de parents alsaciens ayant opté pour la France et vivant dans la pauvreté à Paris. (Les Guillons, concierges à Paris, perdent 5 enfants en bas âge.) D’abord agnostique, Charles Guillon devient chrétien au contact du travail social fait par les Unions Chrétiennes de Jeunes Gens (où il était d’abord venu pour y faire du sport). Elève doué au lycée, il abandonne alors ses études d’architecte et commence des études de théologie (1905-1909) tout en travaillant comme secrétaire général des UCJG de Paris. Il épouse Gabrielle Noiriel, issue quant à elle de familles réfugiées alsaciennes et bourgeoises. Sans enfants, ils adopteront un garçon, Raymond, né à Paris en 1924, puis une fille Suzanne, née à Paris en 1926.

### Premières années de ministère
Pendant la première Guerre mondiale, il est aumônier militaire du 35e corps d’armée, et reçoit des décorations françaises et belges. À l’issue de la guerre, il est appelé comme pasteur à Saint-Agrève de 1919 à 1921, puis au Chambon-sur-Lignon de 1921 à 1927, date à laquelle il est secrétaire adjoint puis secrétaire général du comité universel des UCJG à Genève, fonction qu’il occupera jusqu’en 1955.
Dès ses premières années de ministère, ses engagements sont multiples, dans le domaine social, religieux ou même politique. Il ne s’engage pas directement dans un parti, mais il soutient les idées de progrès de l’homme et de la société associées à la gauche républicaine. Il est élu en 1929 au Conseil municipal du Chambon-sur-Lignon avant de devenir maire de la commune en 1931. Il est également élu conseiller général du canton de Tence en 1934. Il avait alors rejoint le parti républicain radical et radical socialiste et il en était devenu le vice-président pour la Haute-Loire. Il arrive à cumuler une vie active en tant que maire, s’occupant particulièrement de l’électrification, de l’adduction d’eau et des équipements nécessaires à sa commune tant pour les habitants permanents que pour les pensionnaires de l’été, et une vie très itinérante à la tête des UCJG : il visite plus de soixante-dix pays, pour y promouvoir et y lancer des groupes locaux des UCJG. Il participe au mouvement œcuménique qui se déploie à l’époque et est présent aux conférences œcuméniques mondiales d’Oxford, de Mysore, de Madras et d’Utrecht, en 1938. Lors de cette dernière conférence, il devient membre du comité administratif du Conseil œcuménique des Églises, en même temps qu’un compatriote, le président de la Fédération protestante de France Marc Boegner. Il milite aussi au sein du christianisme social dont il organise le congrès national au Chambon, en 1933, avec Théodore de Félice.

### Montée des périls et Seconde Guerre mondiale
Lors de la montée des périls dans les années 1930, son engagement ne faiblit pas : il organise l’accueil au Chambon des réfugiés espagnols républicains, il se montre ouvertement hostile aux accords de Munich de 1938, et, dès le 23 juin 1940, il démissionne de son mandat de maire, avec ces mots : « Aujourd’hui nous sommes arrivés à la fin d’une période de l’histoire de notre pays et également de la vie de notre village. Deux possibilités sont  à  envisager : les  conditions de paix pourront paraître inacceptables au gouvernement français et la lutte se poursuivra ; dans ce cas j’ai à remplir une mission qui m’a été confiée par l’organisation dont je suis secrétaire [les UCJG]... ou bien nous capitulons et dans ce cas la gestion de la commune passe officiellement en d’autres mains. » Autrement dit, il estime que son devoir est d'assister les prisonniers de guerre et les réfugiés, et de participer le cas échéant à la Résistance, et en aucun cas d’appliquer les décisions d’un régime au service d’une puissance occupante ennemie de la France. Il est effectivement révoqué par le gouvernement en 1941. 
En juillet 1940, il avait reçu des réfugiés au Chambon puis créé à Villeurbanne un foyer de l’UCJG pour des Alsaciens évacués. En 1941, il ouvre le camp Joubert au Chambon, dont les 9 chalets de bois sont construits par des réfugiés espagnols, autrichiens, allemands et belges (les chalets 1 à 7 portent le nom de chalet Williams, du nom de George Williams, fondateur de la première UCJG et les deux autres le nom de « chalet Espérance », du nom du journal des éclaireurs unionistes français). En août 1940, il avait en outre été nommé responsable du service d’aide aux prisonniers de guerre des UCJG à Genève. Chargé de l’accueil des fugitifs juifs et chrétiens, correspondant de la CIMADE, il savait qu’il pouvait compter sur la communauté protestante du plateau du Chambon, mobilisée par les pasteurs André Trocmé et Édouard Theis comme relais et appui pour ses activités,.
Cette action caritative semi-officielle se doublait d’une activité clandestine tout aussi importante. Malgré les risques énormes qu’il courait, Charles Guillon effectua de très nombreuses visites en Suisse, d'où il ramenait d’importantes sommes d’argent en liquide permettant de financer les Églises réformées de France, la CIMADE, les maisons d’enfants du Chambon, où étaient hébergés des centaines de jeunes fugitifs juifs, ou encore la Communauté de Taizé, encore à ses débuts, qui hébergeait des réfugiés allemands, sans oublier la préparation et la distribution de colis aux prisonniers. 
Véritable fonctionnaire international occulte, Charles Guillon représenta la France libre auprès de la Croix-Rouge internationale. Il servit aussi d’agent de liaison entre Willem Visser’t Hooft, secrétaire général du Conseil œcuménique des Églises, et le pasteur Boegner, président de la Fédération protestante de France.
Son activité au profit de la Résistance fut tout aussi considérable. Avec un ami rencontré au sein des Éclaireurs unionistes de France (fédération scoute protestante), Fred Harrison, il organise des sabotages d’usines travaillant pour l’armée d’occupation. Il se spécialisa ensuite dans le renseignement destiné aux réseaux Gilbert du colonel Georges Groussard. Recrutant au sein du mouvement scout unioniste, il met en place une filière d’évasion entre le camp des Milles et la Suisse. Il supervise l'activité de ce réseau depuis le bureau des UCJG de Valence, mais, devenu suspect aux yeux des Allemands, il doit prendre le maquis à l’automne 1942.

### Action après 1945
Après la Libération, Charles Guillon redevient maire du Chambon-sur-Lignon jusqu'en 1949 et il préside de 1945 à 1947 le conseil général de la Haute-Loire où il collabore avec un jeune préfet du nom d'Edgar Pisani, construisant avec lui le plan départemental d’équipement et de modernisation que propose en arrivant le nouveau préfet Pisani. Le plan, établi à partir des besoins exhaustifs des circonscriptions que connaît parfaitement Charles Guillon, aborde et chiffre tous les problèmes à résoudre dans les circonscriptions du département ; il en détaille le financement et en fixe l'échéancier. Ce type de plan départemental d’équipement et de modernisation est une nouveauté et un exemple en France. Charles Guillon le défendra brillamment le 29 avril 1946 devant le Conseil Général qui l'adopte à l'unanimité.
En 1945, il ouvre le centre UCJG du Rocheton, près de Melun, puis développe le centre de réadaptation professionnelle de la Cepieu, près de Toulouse. Il fonde aussi le centre de rencontres internationales Azur de Sanary-sur-Mer. Il rassemble dans le John Mott House, à Genève, les secrétariats mondiaux des UCJG, UCJF (jeunes filles) et FUACE (Fédération universelle des associations chrétiennes d’étudiants).
Sa carrière à la tête des UCJG s'arrête en 1955.

### Fin de vie
Décédé à Genève le 16 juillet 1965, il est enterré au Chambon-sur-Lignon le 20 juillet 1965.

## Philosophie et éthique personnelle
Homme d’action et d’organisation, Charles Guillon puise ses orientations dans une philosophie et une éthique personnelles issues de son expérience.

### «Progressisme» moral et social
Naturellement sensible aux questions de pauvreté et donc foncièrement de gauche, il recherche tout ce qui permet le progrès de l’homme et de la société. Il écrit ainsi : « La Révolution nous a libérés du pouvoir royal…pour nous enchaîner au capitalisme, hier la société anonyme et aujourd’hui, l’état anonyme…Il faut sortir de là et nous n’y arriverons que quand l’homme aura atteint sa majorité spirituelle et morale ». 
Il soutient et essaie de développer toutes les œuvres d’éducation populaires. Son action publique sera fortement orientée vers le développement des équipements de base de sa commune et de son département. Il est engagé dans le mouvement du christianisme social, dont il organise le 6e congrès en 1933 avec André Philipp et de Félice. Il encourage son neveu Jean-Pierre Noiriel à travailler avec le Réarmement moral, mouvement dont il apprécie le fait que ses membres agissent en petits groupes pour la résolution des conflits et pour développer l’empathie, voire l’amour, « ouvrant ainsi des portes insoupçonnées ». 
Concrètement, il crée avec B. Ranchoux l’association des maires républicains de Haute-Loire qui compte rapidement 140 membres. Avec Théodore de Félice il fonde la « Fédération d’action morale de la Haute-Loire pour la suppression des maisons de tolérance et le relèvement moral et matériel des prostituées ».

### Théologie
Son choix, et par la suite sa formation, se situe au sein de la famille de pensée d’obédience calviniste de l’Église réformée de France, même s’il est attaché à sa liberté de penser et qu’il en use. Comme beaucoup de pasteurs du christianisme social, il est à la fois évangélique, ne manquant aucune occasion de souligner son attachement à sa foi, et très investi dans l’action sociale, allant même au-delà de ce qui se fait habituellement dans le corps pastoral de l’époque puisqu’il ira jusqu’à l’engagement politique. Ce côté inclassable ne l’empêche pas de représenter son église, aux côtés de Marc Boegner, au sein du Conseil Œcuménique des Églises alors en formation. S’il théorise peu, sa grande curiosité intellectuelle le poussera à user de sa liberté en explorant le monde des rebouteux (il a lui-même un don de guérison qu'il a découvert alors qu’il servait comme aumônier militaire pendant la Première Guerre mondiale), sorciers et sourciers, ou du même du spiritisme, bien qu’il garde ses distances.

### Politique
Sa forte sensibilité sociale le pousse naturellement vers la gauche. Il se rattachera ainsi au mouvement radical-socialiste. Par respect de la personne humaine, son grand principe politique est toutefois la défense des libertés. Il se déclare prêt à combattre le radicalisme, le socialisme, les républicains, le communisme et même le christianisme dès que les libertés seraient menacées ou simplement menacées d’être réduites par eux.

### Participation à la résistance armée
À la différence d’André Trocmé et d’Edouard Theis, les deux pasteurs du Chambon-sur-Lignon pendant la guerre, Charles Guillon n’a pas été pacifiste ou non-violent puisqu’il a, en conscience et après une analyse personnelle de la situation, décidé de participer à la Résistance intérieure française dont il n’ignorait pas qu’elle fût armée.  

### Volonté de discrétion
Charles Guillon est peut-être le principal responsable du fait qu’il ait été peu étudié, voire oublié. Il n’était pas désireux de laisser une trace, comme en témoignent cet extrait de ses dernières volontés : « Il ne sera fait aucune mention de ma mort, dans aucun communiqué à la presse religieuse ou politique. Mon nom ne sera prononcé dans aucune publication relatant une activité quelconque. Quand je suis né, aucun avis n’a paru dans les journaux, il faut qu’il en soit de même quand je disparaitrai. J’ai servi de façon imparfaite, tout éloge serait donc un mensonge. Dieu avait fixé le commencement et le terme de ma vie, je m’en remets à lui, pour ce qu’il jugera bon de faire de moi. Je pardonne à ceux qui m’ont fait souffrir et qui ont peut-être fait dévier le cours de ma vie, et je demande pardon à ceux que j’ai pu faire souffrir d’une façon ou d’une autre, consciemment ou inconsciemment.   Je demande que les mêmes décisions soient prises en ce qui concerne ma vie politique et tiens à remercier aussi tous ceux qui m’ont permis de faire « le peu de bien » qui pourrait m’être attribué. »

## Distinctions
- Croix de guerre 1914-1918 (France)[5].
- Médaille de l'Yser (décoration belge)[5].
- Chevalier de la Légion d'honneur (1946)[5].
- Médaille de la Résistance française (1946)[6].
- Officier de la Légion d'Honneur (1957)[5].
- Le 5 mai 1991, l'Institut Yad Vashem de Jérusalem a décerné au pasteur Charles Guillon le titre de Juste parmi les Nations.

## Sources
- André Caudron, « GUILLON Charles, François », sur Le Maitron, dictionnaire biographique du mouvement ouvrier et du mouvement social (consulté le 19 novembre 2019)
- Alain Perrier, « A la découverte de mon Grand Oncle Charles Guillon » (consulté le 19 novembre 2019)
- « Charles Guillon », sur le site de Yad Vashem France (consulté le 19 novembre 2019)